# Sasnouka (rejon orszański)
Sasnouka (biał. Сасноўка; ros. Сосновка, Sosnowka) – wieś na Białorusi, w obwodzie witebskim, w rejonie orszańskim, w sielsowiecie Wuscie. Graniczy z Bołbasowem.
W pobliżu zlokalizowana jest 655. Lotnicza Składnica Rakiet i Amunicji Sił Zbrojnych Republiki Białorusi, utworzona jako magazyn broni lotniczej dla 26 Armii Lotniczej Armii Radzieckiej.